# تونی آرین
تونی آرین (انگلیسی: Tony Arins؛ زادهٔ ۲۶ اکتبر ۱۹۵۸) بازیکن فوتبال اهل بریتانیا است.
از باشگاه‌هایی که در آن بازی کرده‌است می‌توان به باشگاه فوتبال لیدز یونایتد، باشگاه فوتبال اسکانتورپ یونایتد، و باشگاه فوتبال برنلی اشاره کرد.